# Wurmbea sinora
Wurmbea sinora är en tidlöseväxtart som beskrevs av Terry Desmond Macfarlane. Wurmbea sinora ingår i släktet Wurmbea och familjen tidlöseväxter. Inga underarter finns listade i Catalogue of Life.